# Municipio de Bartley
El municipio de Bartley (en inglés: Bartley Township) es un municipio ubicado en el condado de Griggs en el estado estadounidense de Dakota del Norte. En el año 2010 tenía una población de 25 habitantes y una densidad poblacional de 0,28 personas por km².

## Geografía
El municipio de Bartley se encuentra ubicado en las coordenadas 47°16′56″N 98°16′41″O / 47.28222, -98.27806. Según la Oficina del Censo de los Estados Unidos, el municipio tiene una superficie total de 90.33 km², de la cual 88,89 km² corresponden a tierra firme y (1,6 %) 1,45 km² es agua.

## Demografía
Según el censo de 2010, había 25 personas residiendo en el municipio de Bartley. La densidad de población era de 0,28 hab./km². De los 25 habitantes, el municipio de Bartley estaba compuesto por el 100 % blancos. Del total de la población el 0 % eran hispanos o latinos de cualquier raza.